# Karel Hohenwart
Grof Karl Siegmund von Hohenwart, avstrijski politik, * 12. februar 1824, Dunaj; † 26. april 1899, Dunaj.
Karel Hohenwart je dokončal študij prava leta 1845 na Dunaju. Po stricu Francu Hohenwartu je podedoval velika posestva na Kranjskem. V letih od 1860 do 1861 je bil kranjski deželni glavar, od 1867 do 1868 koroški deželni predsednik in 1868-1871 namestnik v Gornji Avstriji. Od februarja do oktobra 1871 je bil avstrijski predsednik vlade. V državnem zboru je v letih 1873-1879, 1879-1885 in 1891-97 kot poslanec zastopal gorenjski kmečki volilni okraj, v letih 1885-1891 pa ljubljanski mestni volilni okraj. Od 1897 do smrti je bil član gosposke zbornice.
Po Karlu Hohenwartu se je  imenoval Hohenwartov klub, ustanovljen 1873, ki je združeval federalistične poslance v poslanski zbornici avstrijskega parlamenta.